# Geissorhiza darlingensis
Geissorhiza darlingensis är en irisväxtart som beskrevs av Peter Goldblatt. Geissorhiza darlingensis ingår i släktet Geissorhiza och familjen irisväxter. Inga underarter finns listade i Catalogue of Life.